# Skoda Czech Open 1998
Skoda Czech Open 1998 — тенісний турнір, що проходив на відкритих кортах з ґрунтовим покриттям I. Czech Lawn Tennis Club у Празі (Чехія). Належав до турнірів 4-ї категорії в рамках Туру WTA 1998. Тривав з 6 до 12 липня 1998 року.

## Фінальна частина

### Одиночний розряд, жінки
Яна Новотна —  Сандрін Тестю 6–3, 6–0
- Для Новотної це був 8-й титул за сезон і 101-й — за кар'єру.

### Парний розряд, жінки
Сільвія Фаріна /  Каріна Габшудова —  Квета Грдлічкова /  Міхаела Паштікова 2–6, 6–1, 6–1
- Для Фаріни це був єдиний титул за сезон і 3-й — за кар'єру. Для Габшудової це був 1-й титул за рік і 3-й — за кар'єру.